# Monogem
Jennifer Ashley Hirsch (nacida el 25 de junio de 1986), conocida por su nombre artístico Monogem (estilizado como MONOGEM), es una cantante y compositora mexicano-estadounidense. En 2015, lanzó su obra extendida debut, Monogem, el 3 de febrero de 2015. En 2021, lanzó su álbum debut, Gardenia, el 2 de septiembre de 2021.

## Educación y primeros años
Jennifer Hirsch nació y levantado en Agoura Hills, California. Asistió a la universidad en Berklee College of Music en Boston y se graduó.

## Carrera

### 2012–2015:American Idol&Monogem
En 2012, Hirsch audicionó para la undécima temporada de American Idol en Houston, Texas. En la ronda semifinal, interpretó "One and Only" de Adele, pero no fue una de las cinco mujeres que más votos obtuvo. Los jueces la seleccionaron para estar en la ronda de Wild Card, y interpretó "Oh! Darling" de The Beatles. Finalmente, fue eliminada y no adelantó avanzó al Top 13, que terminó en el Top 24.
En 2013, Hirsch lanzó su debut sencillo llamado, "Follow You", también con dos nuevos sencillos llamados "Wait and See" y "Stay With Me" en 2014. También en 2015, otro sencillo llamado "The Glow" fue lanzado el 20 de enero de 2015. Estos sencillos estuvieron incluidos en el EP debut homónimo de Hirsch, Monogem, el 3 de febrero de 2015. Lanzó un video musical para "Wait and See" el 6 de agosto de 2015, el cual el vídeo estuvo dirigido por Michael Guilfoil. También lanzó otro single nombrado, "Gone", el 9 de octubre de 2015.

### 2016–2020:100% &So Many Ways
El 22 de abril de 2016, Hirsch lanzó otro single llamado "Take It Slow". Después de un año después, el 20 de enero de 2017, se lanzó un sencillo llamado "Wild", con un vídeo musical que se lanzó el 29 de marzo de 2017. El 25 de abril de 2017, Hirsch lanzó otro sencillo llamado, "100%". Los cuatro sencillos de octubre de 2015 a abril de 2017 se incluyeron en el segundo EP de Hirsch llamado, 100%, que se lanzó el 19 de mayo de 2017.
Después de dos años, tres sencillos se lanzaron en 2019. El primer single se llamó, "Lean", que se lanzó el 15 de mayo de 2019. El 28 de junio de 2019, Hirsch lanzó, "So Many Ways", con un vídeo musical. Y "Soy Lo Que Soy" estuvo liberada encima 19 de septiembre de 2019. En el mismo año, un tercer EP nombró, So Many Ways, estuvo liberado encima 18 de octubre de 2019.
En 2020, Hirsch lanzó dos sencillos para su próximo álbum debut. Los sencillos se llamaron, "Paraíso", eque se lanzó en el 29 de may de 2020, y "Bésame Mucho", que se lanzó el 20 de noviembre de 2020. Esta canción es en oda a la abuela de Hirsch, el cual su abuela siempre juega Bésame Mucho por Consuelo Velázquez en repetición.

### 2021–presente:Gardenia
El 20 de mayo de 2021, Hirsch regresó con otro sencillo nombrado, "Sólo Amor" con un vídeo lírico. El 15 de julio, Hirsch lanzó un segundo sencillo para 2021 llamado, "Dame La Fuerza", junto con un vídeo de musical. "Magia", el sencillo principal del álbum debut de Hirsch, se lanzó el 26 de agosto. Tras el lanzamiento de su sencillo, "Magia", Hirsch reveló en el vídeo de musical adjunto que esperaba su primer hijo con su esposo, Jason Melvin.
Hirsch lanzó su álbum debut llamado, Gardenia, en el 2 de septiembre de 2021. El álbum debut también incluyó uno de las canciones de So Many Ways EP, "Soy Lo Que Soy". Gardenia fue nombrada en honor a la abuela de Hirsch, Hortensia, cuya flor favorita era el gardenia.

## Discografía

### Álbum de Estudio
| Título   | Detalles                                                                                           | Ref.   |
| -------- | -------------------------------------------------------------------------------------------------- | ------ |
| Gardenia | - Publicado: 2 de septiembre de 2021 - Etiqueta: Monogem - Formato: streaming & descarga de música | [ 30 ] |

### EPs
| Título       | Detalles                                                                                         | Ref.   |
| ------------ | ------------------------------------------------------------------------------------------------ | ------ |
| Monogem      | - Publicado: 3 de febrero de 2015 - Etiqueta: Monogem - Formato: streaming & descarga de música  | [ 31 ] |
| 100%         | - Publicado: 19 de mayo de 2017 - Etiqueta: Monogem - Formato: streaming & descarga de música    | [ 32 ] |
| So Many Ways | - Publicado: 18 de octubre de 2019 - Etiqueta: Monogem - Formato: streaming & descarga de música | [ 33 ] |

### Sencillos
| Título           | Año  | Álbum        |
| ---------------- | ---- | ------------ |
| "Follow You"     | 2013 | Monogem      |
| "Wait and See"   | 2014 | Monogem      |
| "Stay With Me"   | 2014 | Monogem      |
| "The Glow"       | 2015 | Monogem      |
| "Gone"           | 2015 | 100%         |
| "Take It Slow"   | 2016 | 100%         |
| "Wild"           | 2017 | 100%         |
| "100%"           | 2017 | 100%         |
| "Lean"           | 2019 | So Many Ways |
| "So Many Ways"   | 2019 | So Many Ways |
| "Soy Lo Que Soy" | 2019 | So Many Ways |
| "Paraíso"        | 2020 | Gardenia     |
| "Bésame Mucho"   | 2020 | Gardenia     |
| "Sólo Amor"      | 2021 | Gardenia     |
| "Dame La Fuerza" | 2021 | Gardenia     |
| "Magia"          | 2021 | Gardenia     |

### Como artista destacada
| Título                                            | Año  | Álbum | Ref.   |
| ------------------------------------------------- | ---- | ----- | ------ |
| "Bank" Qveen Herby (ft. Monogem & Maliibu Miitch) | 2017 | EP2   | [ 34 ] |

## Filmografía

### Televisión
| Título          | Año  | Función         | Notas            | Ref.   |
| --------------- | ---- | --------------- | ---------------- | ------ |
| "American Idol" | 2012 | Ella/Contestant | "Temporada Once" | [ 35 ] |